# Saint-Georges de Bouhélier
Stéphane-Georges Lepelletier de Bouhélier, conocido como Saint-Georges de Bouhélier, (Rueil (Altos del Sena), 19 de mayo de 1876 - Montreux (Suiza), 20 de diciembre de 1947) fue un poeta, novelista y dramaturgo francés.

## Biografía
Hijo del periodista y literato Edmond Lepelletier, estudió en el Liceo de Versalles, donde conoció a Maurice Le Blond, futuro yerno de Émile Zola, y en el Liceo Condorcet. En 1893 fundó la revista literaria L'Académie française, que se convirtió en L'Assomption. En 1894, tras una estancia en Suiza, comenzó a trabajar en la Compañía de Ferrocarriles del Oeste. En mayo lanzó, con Le Blond, Le Rêve y l'Idée. Fue entonces cuando fundó el naturismo, un movimiento literario inspirado en el deseo de reconciliar la verdad y la belleza en el arte exaltando los esplendores de la vida y la virtud cívica. En 1895 su revista pasó a llamarse Documents sur le naturisme y en 1897, La Revue naturiste.
En 1896  Zola, a quien había dedicado El invierno en la meditación, le aconsejó que escribiera un artículo sobre el naturismo para recomendárselo a los directores de Le Figaro. Apoyó la campaña del novelista a favor de una revisión del caso Dreyfus. Después de publicar cuentos líricos — El camino negro -    y versos filosóficos — Las canciones de la vida ardiente - publicó El romance del hombre (1912), sobre la causa de los trabajadores.
Escribió para el teatro, con el objetivo de revivir la tragedia. Eligió temas religiosos (El rey sin corona, 1906), políticos (La tragedia real, 1909), legendarios (La tragedia de Tristán e Isolda, 1923) y, sobre todo, históricos (La sangre de Danton, 1931).; Napoleón, 1933; Juana de Arco, la doncella de Francia, 1934; El Rey Sol, 1938). Su mayor éxito fue Le Carnaval des enfants, creada para el Théâtre des Arts en 1910, y representada posteriormente en el Odéon y la Comédie-Française.

## Obras
- La Anunciación, un libro de sueños y amor, publicado en épocas irregulares, 1893-1894
- Discurso sobre la muerte de Narciso, o la imperiosa metamorfosis, teoría del amor, 1895
- La resurrección de los dioses, Teoría del paisaje, 1895
- Vidas heroicas de aventureros, poetas, reyes y artesanos. Teoría del patetismo, para servir de introducción a una tragedia o una novela, 2 vols., 1895
- El invierno en meditación, o los pasatiempos de Clarisse. Seguido de un panfleto sobre Hugo, Richard Wagner, Zola y la poesía nacional., 1896
- Églé, o Conciertos campestres, seguidos de un epitalamio, 1897
- Caso Dreyfus. La revolución está en marcha, PAG. V. Stock, Editores, París, 1898
- Los elementos de un renacimiento francés, 1899
- El camino negro, 1900
- La tragedia del nuevo Cristo, 1901
- Las canciones de la vida ardiente, 1902
- La historia de Lucie, una muchacha perdida y criminal, 1902
- Julia, o relaciones amorosas, 1903
- Pasiones de amor, acompañadas de otros dos ensayos, 1904
- Selección de páginas antiguas y nuevas, 1907
- El romance del hombre, poemas, 1912
- Leyendas de la guerra francesa, poemas, 1917
- La emperatriz de las rocas, 1928
- Selección de poemas, 1933
- Napoleón. Grandeza y miseria, Editores Fasquelle, París, 1938
- Introducción a la Gran Vida, 1942
- Viaje a la Suiza de antaño, 1944
- La gran piedad, 1945
- La primavera de una generación, 1946
- Un gran amor de Briand [Berthe Cerny], 1949

Teatro

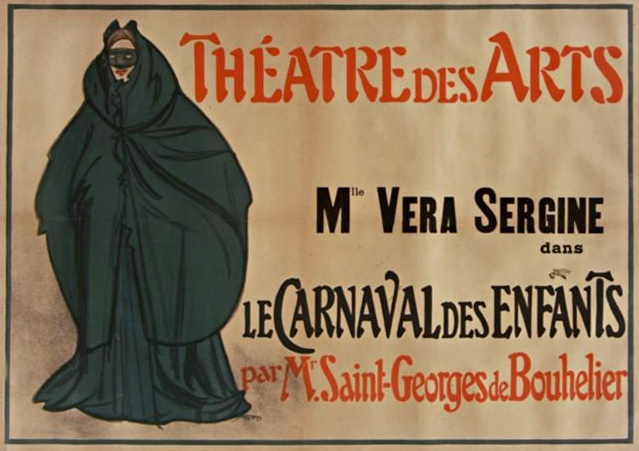
Vera Sergine en El Carnaval Infantil en el Théâtre des Arts (1910)

- El Rey sin corona, obra en 5 actos, París, Théâtre des Arts, 1906
- La tragedia real, obra en tres actos, en prosa, París, Teatro Odéon, 1909
- El Carnaval de los Niños, obra en 3 actos, París, Théâtre des Arts, 1910
- La vida de una mujer, obra en 4 actos y 12 escenas, París, Teatro Odéon, 1919
- Fiesta triunfal, poema dramático en 3 partes, París, Teatro de la Ópera, 1919
- Edipo, rey de Tebas, obra en 3 partes y 13 escenas, acompañada de música incidental, tomada de las obras de J. -S. Bach, Circo de invierno de París, 1919
- Los Esclavos, obra en 3 actos, París, Théâtre des Arts, 1920.
- La tragedia de Tristán e Isolda, obra en 4 actos y 18 escenas, acompañada de música incidental extraída de aires populares bretones, París, Théâtre de l'Odéon, 1923
- El país de las hadas del amor,[1] obra en 3 actos y 6 escenas, París, Teatro Nouvel-Ambigu, 1924
- Las antorchas nupciales, obra de teatro en 3 actos y 6 escenas, París, Comédie-Française, 1927
- La famosa historia, obra en 3 actos y 6 escenas, París, Teatro Mathurins, 1928
- La sangre de Danton, obra en 3 actos y 25 escenas, París, Comédie-Française, 1931
- Napoleón, obra en 4 actos y 34 escenas, París, Teatro Odéon, 1933
- La doncella de Francia, obra en 4 actos y 34 escenas, París, Teatro Odéon, 1934
- El Rey Sol, obra en tres actos y nueve escenas, París, Teatro Odéon, 1938
- El canto de la libertad, obra en 3 actos y 11 escenas, París, Teatro Odéon, 1945